# Мајк Стар
Мајкл „Мајк” Стар (енгл. Michael "Mike" Starr; Њујорк, Њујорк, 29. јул 1950), амерички је позоришни, филмски и ТВ глумац и продуцент.
Године 1978. Мајк Стар је започео своју глумачку каријеру глумећи у епизоди серије Хаваји 5-0. Појавио се у филмовима као што су Милерово раскршће (1990), Добри момци (1990), Телохранитељ (1992), Аљаска у пламену (1994), Ед Вуд (1994), Глупан и тупан (1994), Девојка из Џерсија (2004) и Неваљали Деда Мраз 2 (2016), поред многих.